# Dubivka, Borșciv
Dubivka (în ucraineană Дубівка) este un sat în comuna Burdeakivți din raionul Borșciv, regiunea Ternopil, Ucraina.

## Demografie
Componența lingvistică a localității Dubivka
     Ucraineană (100%)
Conform recensământului din 2001, toată populația localității Dubivka era vorbitoare de ucraineană (100%).